# 不想一個人
《不想一個人》（英語：Leave Me Alone）是一部2021的台灣愛情電影，由范揚仲執導，主演為范少勳、莫允雯、溫貞菱、納豆、陳以文、王秀峰、虞金寶、王琄。

## 劇情大綱
他的工作離不開金錢、慾望與凶險，她則是富商的祕密情人，富商病危住院中，她卻完全見不到愛人。當皮條客阿龍遇上藝廊經理乃文，孤獨的兩人搭上彼此，每一次激情都是對現實的逃避：阿龍有青梅竹馬的金莎要照顧，乃文也得決定肚子裡的孩子何去何從。這是夜都會的紅男綠女愁語，擁有自我是奢談，真情自然短缺。 

## 獎項紀錄
| 類別         | 頒獎日期       | 獎項         | 入圍者／作品 | 結果 | 參考 |
| ------------ | -------------- | ------------ | ------------ | ---- | ---- |
| 第58屆金馬獎 | 2021年11月27日 | 最佳女配角   | 温貞菱       | 提名 |      |
| 第58屆金馬獎 | 2021年11月27日 | 最佳美術設計 | 陳柏任       | 提名 |      |
| 台北電影獎   | 2022年7月9日   | 最佳男主角   | 范少勳       | 提名 |      |
| 台北電影獎   | 2022年7月9日   | 最佳攝影     | 夏紹虞       | 獲獎 |      |
| 台北電影獎   | 2022年7月9日   | 最佳美術設計 | 陳柏任       | 提名 |      |
| 台北電影獎   | 2022年7月9日   | 最佳造型設計 | 許力文       | 提名 |      |

## 外部連結
- 台灣電影網上《不想一個人》的資料（繁體中文）